# 고종황제 어진
고종황제 어진(高宗皇帝 御眞)은 전북특별자치도 익산시, 원광대학교에서 소장하고 있는 조선 고종의 초상화이다. 2013년 5월 20일 전라북도 유형문화재 제220호로 지정되었다.

## 개요
고종황제어진은 형태나 기법으로 보아 당시 뛰어난 초상화 작가였던 석지 채용신(1850~1941)에 의해 그려진 작품으로 보인다. 채용신은 최익현, 임병찬, 전우, 황현, 기우만 등 우국지사의 초상화를 그렸으며 태조 이성계 어진도 모사하였다. 고종 어진은 원광대박물관과 국립박물관, 개인 소장본 등이 있으나 원광대 박물관 소장본은 인물 뒤에 일월성신도 그림이 선명히 그려져 있어 주목된다.
어진의 크기는 세로 137.0cm, 가로 70.0cm로 비단에 채색되어 있음. 익선관에 곤룡포를 입고 정면으로 의자에 앉은 전신교의좌상이라는 점에서 석지 최용신의 작품으로 판단됨. 익선관은 은은한 발색효과를 주어 입체감을 살리고 얼굴은 비교적 밝은 색으로 공들여 채색하여 역시 입체감을 살렸음. 곤룡포는 황제를 상징하는 황색으로 처리하고, 요대를 둘렀으며 오른손은 홀을 잡고, 왼손은 자연스럽게 무릎에 올렸으나 손의 표현이 어색함. 무릎 사이에는 “壬子生 甲子元年登國”이라 쓰인 호패가 늘어뜨려 있고, 좌우에 용두를 장식한 의자에 앉아 있는 모습임. 어진 뒤에는 일월오봉도 병풍이 표현되어 있으며 오른쪽 우측에는 “光武皇帝四十九歲御容”이라 기록된다. 표구 형태는 여러 번 배접하여 후배가 견고하고 네귀퉁이에 회장을 둘러 화면이 고루 퍼지게 했고, 회장의 위와 아래는 청색의 비단을 덧대 아래는 단면 원형의 봉으로, 위는 단면 장방형의 각재를 활용해 감았음. 각재의 양단은 도식화된 용두로 표현하고 벚꽃문장 좌우에 원형고리를 달아 끈으로 연결하여 중앙에 걸 수 있도록 함. 좌우 벚꽃문장에는 유소를 달아 장식하였다.
석지 채용신은 1901년 궁중에서 고종의 어진을 모사했으며, 그 후에도 자신이 어진 초본을 가지고 있으면서 여러 번 고종어진을 모사해냈음. 문헌 기록상 확인된 것만 해도 1917년 도일(渡日)시 영친왕을 만나 고종어진을 바쳤다던가, 1920년경 부안 계화도에 머물던 전우가 고종에 대한 사모의 정을 가누지 못하자 고종어진을 그려 주었다는 기록 등이 있는 것으로 보아 원광대학교 박물관 소장 고종황제어진도 이 무렵에 어진 초본을 바탕으로 그렸을 것으로 추정된다.
이 어진은 선원전에 모셔져 있던 조선시대의 어진들이 6.25전쟁의 혼란 속에서 대부분 불타 없어졌을 뿐만 아니라 역대 왕의 어진은 몇 점 남아 있지 않았다는 점에서 작품의 희귀성이 있으며, 곤룡포를 입은 고종황제 어진으로 국립박물관소장본, 개인소장본 중 가장 뛰어난 작품으로 평가된다.

## 같이 보기
- 대한제국 고종
- 채용신

## 참고 자료
- 고종황제 어진 - 국가유산청 국가유산포털